# Liebigstraße 34 (Berlín)

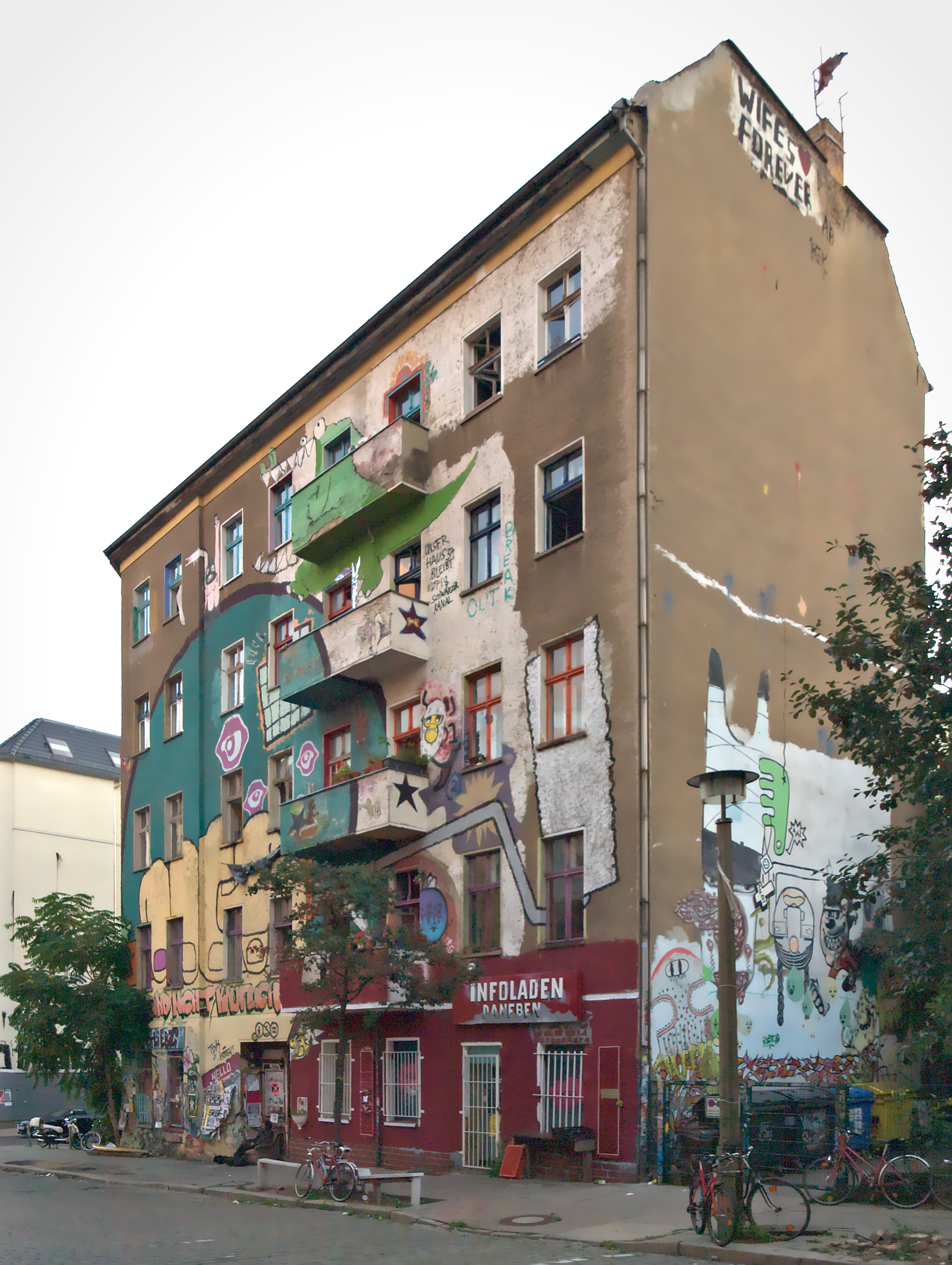
Liebigstrasse 34 l'any 2012

La casa del carrer Liebigstraße 34, en el districte berlinès Friedrichshain, era un projecte d'habitatge sorgit de l'okupació de l'edifici, que es considera un símbol de l'esquerra radical de Berlín. El seu desallotjament l'octubre de 2020 va ser la causa de protestes, disturbis i molta atenció pública. També és conegut popularment com a Liebig 34.

## Història
El número 34 de la Liebigstraße fa cantonada amb la Rigaer Straße. L'edifici és un edifici antic de cinc plantes. En el seu interior hi ha unes 30 unitats residencials amb més de 1237 metres quadrats d'espai habitable, i una extensió de 524 metres quadrats que pertany a la propietat. Després de la reunificació alemanya, al voltant de 130 cases van ser ocupades a Berlín Oriental, incloses la Rigaer Strasse 94, la Liebigstrasse 14 i la Liebigstrasse 34. La casa "Liebig 34" va ser legalitzada al cap de poc temps, com a la majoria de cases okupades. Al 2008, la casa va ser embargada per deutes del propietari, un conjunt d'hereus. L'intent dels residents de comprar la casa no va tenir èxit. En lloc d'això, va ser adquirida per l'empresa immobiliària berlinesa Gijora Padovicz. Va concloure un contracte d'arrendament relativament barat de deu anys amb els residents a través de l'associació "Raduga" en forma d'arrendament comercial. Des del 1999, només han viscut a la casa dones i persones trans i intersexuals que descriuen el seu propi projecte com la "casa anarco-queer-feminista Liebig 34".
Desallotjament (2020)
El contracte d'arrendament comercial de deu anys va acabar el 2018 i els inquilins van ser donats de baixa. Quan els residents es van negar a deixar la propietat, es va iniciar una demanda que es va dur a terme sota estrictes precaucions de seguretat. El 2 de juny de 2020, el tribunal regional de Moabit va confirmar l'auto de desallotjament del propietari.
Canan Bayram, membre del Bundestag, que és un "partidari influent" de l'escena dels okupes, va fer campanya per l'alcalde de Berlín, Michael Müller (SPD), i els seus diputats per a que es mantingués l'statu quo, va dir: "La casa és un refugi únic, una casa basada en la solidaritat". Segons declaracions d'agents de policia, Bayram va participar en totes les grans manifestacions i va exercir una "gran pressió sobre la direcció policial ".
El 9 d'octubre, la casa va ser desallotjada per la policia. Aleshores, Padovicz va enviar treballadors d'un servei de seguretat a l'edifici, suposadament perquè el netegessin. En el futur vol posar la casa a disposició dels refugiats.
Al vespre del 21 d'octubre de 2020, voluminosos residus acumulats davant de la casa van cremar. El foc va ser apagat en un ampli desplegament de dues hores per part de la brigada de bombers. La planta baixa de l'edifici es va veure afectada pel foc, però els edificis i les persones dels voltants i no van patir danys. La seguretat estatal de la policia va determinar: "Segons la informació del Berliner Morgenpost, la policia dona per fet que l'incendi va ser provocat".